# Porta
Pour les articles homonymes, voir Porta (homonymie).
Ne doit pas être confondu avec La Porta.
Porta  est une commune française située dans l'Ouest du département des Pyrénées-Orientales, en région Occitanie. Sur le plan historique et culturel, la commune est dans la Cerdagne, une haute plaine à une altitude moyenne de 1 200 m d'altitude, qui s'étend d'est en ouest sur une quarantaine de kilomètres entre Mont-Louis et Bourg-Madame.
Exposée à un climat de montagne, elle est drainée par l'Ariège, le Riu de Querol, Rec de Malforat, Ribera de Campcardos et par divers autres petits cours d'eau. Incluse dans le parc naturel régional des Pyrénées catalanes, la commune possède un patrimoine naturel remarquable : un site Natura 2000 (« Capcir, Carlit et Campcardos ») et dix zones naturelles d'intérêt écologique, faunistique et floristique.
Porta est une commune rurale qui compte 103 habitants en 2022, après avoir connu un pic de population de 1 008 habitants en 1846. Ses habitants sont appelés les Portais ou  Portaises.

## Géographie

### Localisation
La commune de Porta se trouve dans le département des Pyrénées-Orientales, en région Occitanie et est frontalière avec l'Espagne (Catalogne) et  l'Andorre.
Elle se situe à 90 km à vol d'oiseau de Perpignan, préfecture du département, et à 50 km de Prades, sous-préfecture.
Les communes les plus proches sont : 
Porté-Puymorens (2,5 km), L'Hospitalet-près-l'Andorre (7,4 km), Latour-de-Carol (8,5 km), Dorres (10,4 km), Enveitg (10,4 km), Ur (11,6 km), Angoustrine-Villeneuve-des-Escaldes (11,7 km), Bourg-Madame (14,1 km).
Sur le plan historique et culturel, Porta fait partie de la région de la Cerdagne, une haute plaine à une altitude moyenne de 1 200 m d'altitude, qui s'étend d'est en ouest sur une quarantaine de kilomètres entre Mont-Louis et Bourg-Madame.

### Communes limitrophes
Les communes limitrophes sont Guils de Cerdanya, Lles de Cerdanya, Meranges, Latour-de-Carol, Encamp, Porté-Puymorens, Enveitg et Canillo.
| Canillo (Andorre)                                             | Porté-Puymorens             |                 |
| Encamp (Andorre)                                              | Porta,,                     | Enveitg         |
| Lles de Cerdanya (Espagne), Meranges (Espagne), Ger (Espagne) | Guils de Cerdanya (Espagne) | Latour-de-Carol |

À l'ouest, le territoire communal est plus précisément limitrophe du Pas de la Case, dans la paroisse d'Encamp en Andorre.

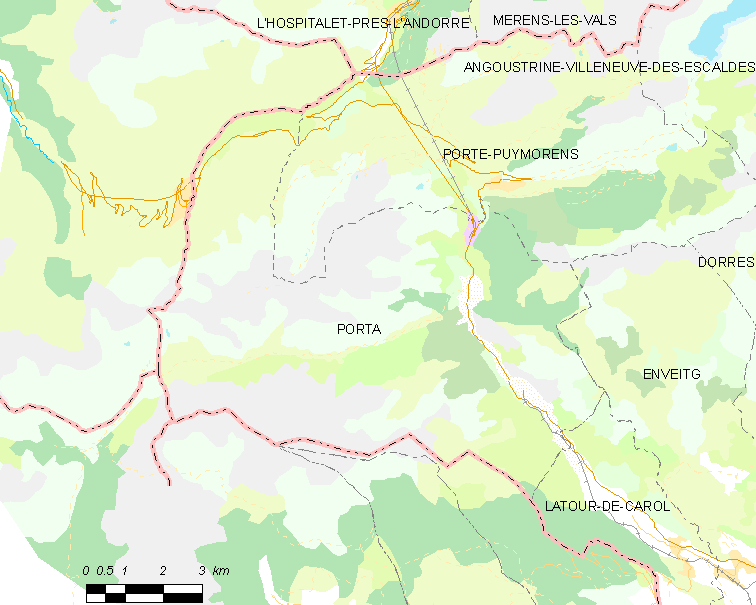
Situation de la commune.

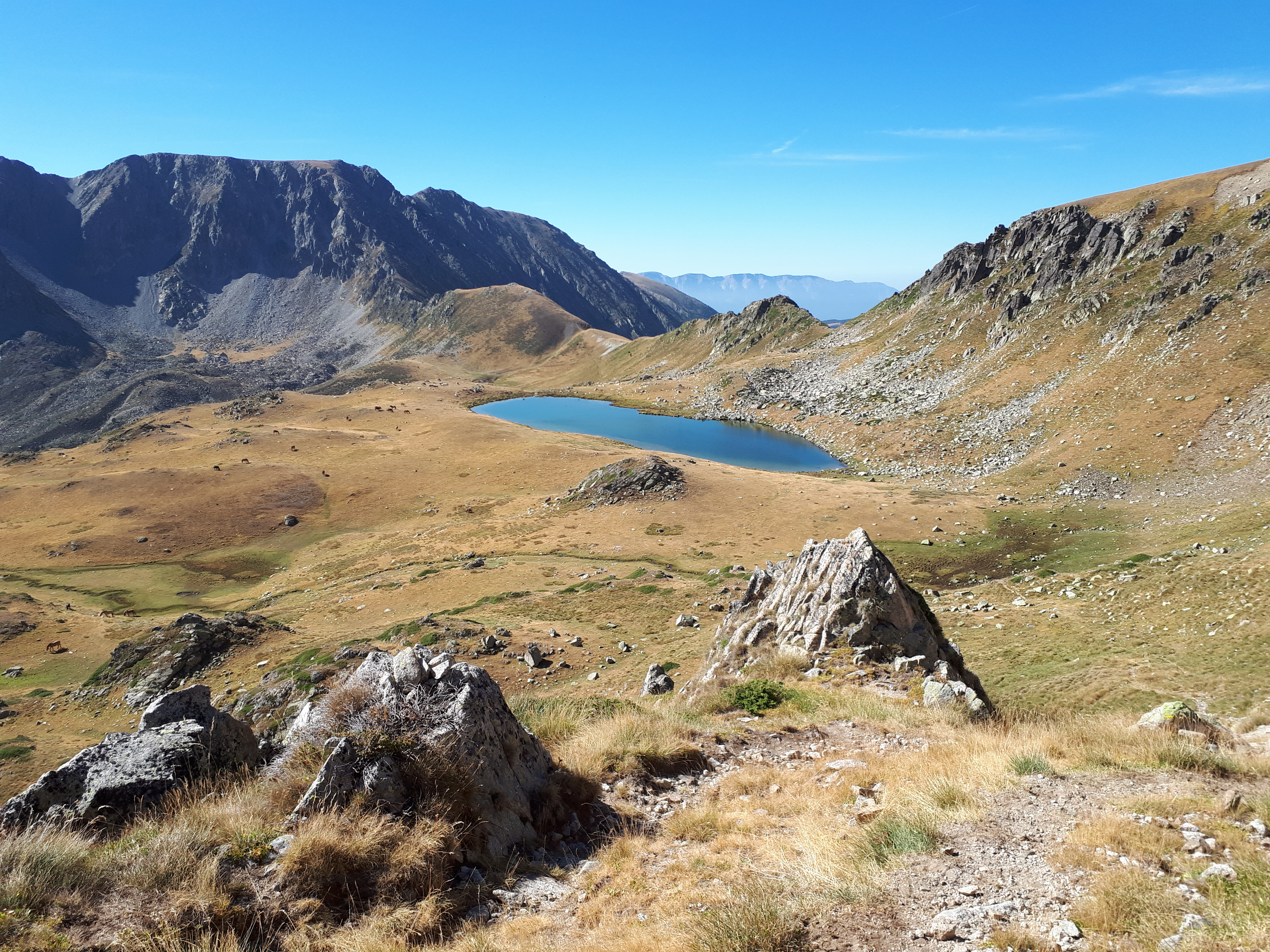
L'estany Negre ou de les Passaderes, la source de la ribera de Campcardos. Au-delà du lac: la portella Blanca d'Andorra.

### Géologie et relief
L'altitude de la commune varie entre 1 325 et 2 907 mètres.
La commune est classée en zone de sismicité 4, correspondant à une sismicité moyenne.
Le col de la Portella Blanca est le tripoint entre l'Espagne, l'Andorre et la France.

### Hydrographie
La ligne de partage des eaux entre les bassins méditerranéen et atlantique traverse la commune. Ainsi l'Ariège, affluent de la Garonne, arrose le nord de la commune, et la partie française face au Pas de la Case est dans le département des Pyrénées-Orientales et non pas en Ariège.

### Climat
Pour des articles plus généraux, voir Climat de l'Occitanie et Climat des Pyrénées-Orientales.
En 2010, le climat de la commune est de type climat des marges montargnardes, selon une étude du CNRS s'appuyant sur une série de données couvrant la période 1971-2000. En 2020, Météo-France publie une typologie des climats de la France métropolitaine dans laquelle la commune est exposée à un climat de montagne ou de marges de montagne et est dans une zone de transition entre les régions climatiques « Pyrénées orientales » et « Pyrénées centrales ».
Pour la période 1971-2000, la température annuelle moyenne est de 6,8 °C, avec une amplitude thermique annuelle de 14,1 °C. Le cumul annuel moyen de précipitations est de 811 mm, avec 8,2 jours de précipitations en janvier et 7,4 jours en juillet. Pour la période 1991-2020, la température moyenne annuelle observée sur la station météorologique la plus proche, située sur la commune de Formiguères à 25 km à vol d'oiseau, est de 7,6 °C et le cumul annuel moyen de précipitations est de 737,3 mm,. Pour l'avenir, les paramètres climatiques de la commune estimés pour 2050 selon différents scénarios d’émission de gaz à effet de serre sont consultables sur un site dédié publié par Météo-France en novembre 2022.

### Milieux naturels et biodiversité

#### Espaces protégés
La protection réglementaire est le mode d’intervention le plus fort pour préserver des espaces naturels remarquables et leur biodiversité associée,.
Un  espace protégé est présent sur la commune : 
le parc naturel régional des Pyrénées catalanes, créé en 2004 et d'une superficie de 139 062 ha, qui s'étend sur 66 communes du département. Ce territoire s'étage des fonds maraîchers et fruitiers des vallées de basse altitude aux plus hauts sommets des Pyrénées-Orientales en passant par les grands massifs de garrigue et de forêt méditerranéenne,.

#### Réseau Natura 2000

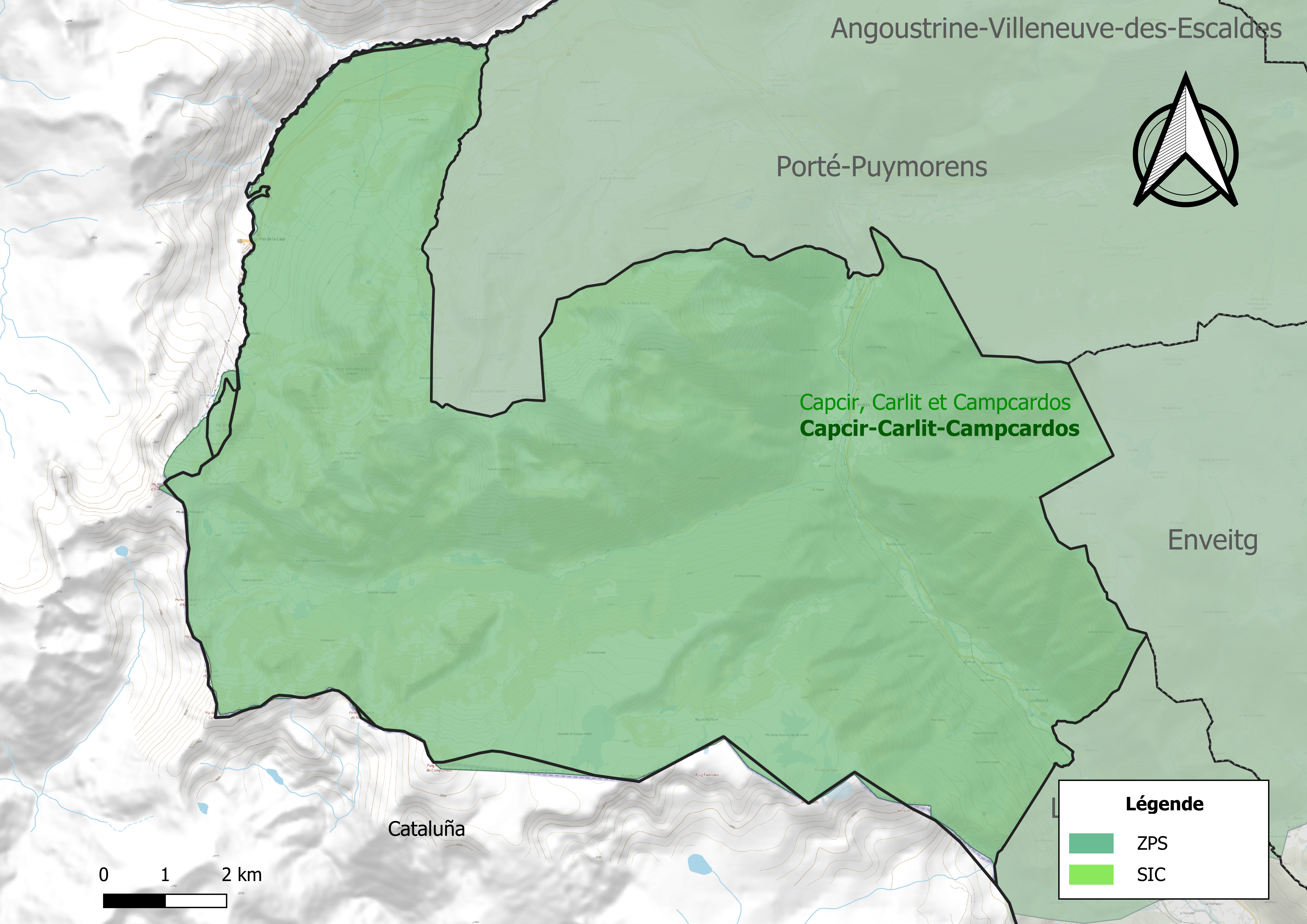
Site Natura 2000 sur le territoire communal.

Le réseau Natura 2000 est un réseau écologique européen de sites naturels d'intérêt écologique élaboré à partir des directives habitats et oiseaux, constitué de zones spéciales de conservation (ZSC) et de zones de protection spéciale (ZPS).
Le site Natura 2000 Capcir-Carlit-Campcardos couvre une superficie de 39 760 ha sur le territoire de quinze communes du département dont celle-ci, à la fois au titre de la directive habitats et de la directive oiseaux. Cette zone présente de nombreux habitats naturels alpins (pelouses, landes) et des milieux rocheux majoritairement siliceux et héberge certaines espèces d'intérêt communautaire : Botrychium simplex, Ligularia sibirica pour les plantes, Desman des Pyrénées et Loche pour les animaux. Au titre de la directive oiseaux, elle recèle une grande diversité d'habitats naturels se traduisant par un patrimoine ornithologique remarquable puisqu'elle accueille la plupart des espèces caractéristiques des zones de montagne, que ce soit parmi les rapaces (Gypaète barbu, Circaète Jean-le-Blanc, aigle royal, Faucon pèlerin), les galliformes (Lagopède, grand Tétras) ou les espèces forestières (Pic noir) et d'autres de milieux plus ouverts,.

#### Zones naturelles d'intérêt écologique, faunistique et floristique
L’inventaire des zones naturelles d'intérêt écologique, faunistique et floristique (ZNIEFF) a pour objectif de réaliser une couverture des zones les plus intéressantes sur le plan écologique, essentiellement dans la perspective d’améliorer la connaissance du patrimoine naturel national et de fournir aux différents décideurs un outil d’aide à la prise en compte de l’environnement dans l’aménagement du territoire.
Sept ZNIEFF de type 1 sont recensées sur la commune :
- les « pelouses humides du Pas de la Case » (558 ha), couvrant 2 communes du département[26] ;
- la « vallée de Font Nègre » (218 ha)[27] ;
- la « vallée de l'Orri de la Vinyola » (581 ha), couvrant 2 communes du département[28] ;
- la « vallée dels Pedrons » (342 ha), couvrant 2 communes du département[29] ;
- la « vallée du Campcardos » (2 422 ha)[30] ;
- la « vallée du Carol » (2 929 ha), couvrant 3 communes du département[31] ;
- la « vallée du Lanoux » (2 067 ha), couvrant 3 communes du département[32] ;

et trois ZNIEFF de type 2, : 
- le « massif de Campcardos » (5 862 ha), couvrant 2 communes du département[33] ;
- le « massif du Carlit » (11 838 ha), couvrant 7 communes du département[34] ;
- le « Serrat des Loups » (9 330 ha), couvrant 9 communes du département[35].

Carte des ZNIEFF de type 1 et 2 à Porta.
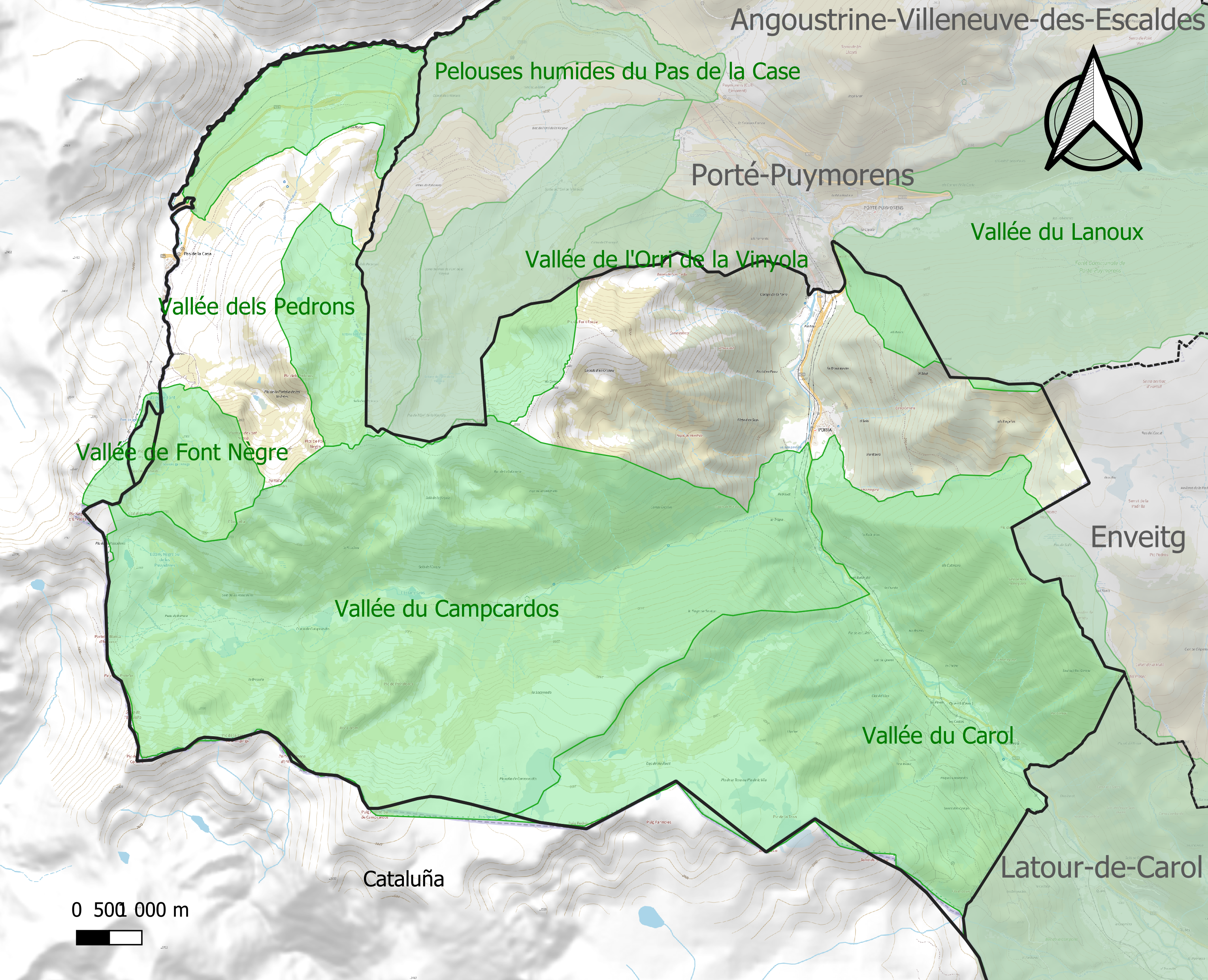
Carte des ZNIEFF de type 1 sur la commune.
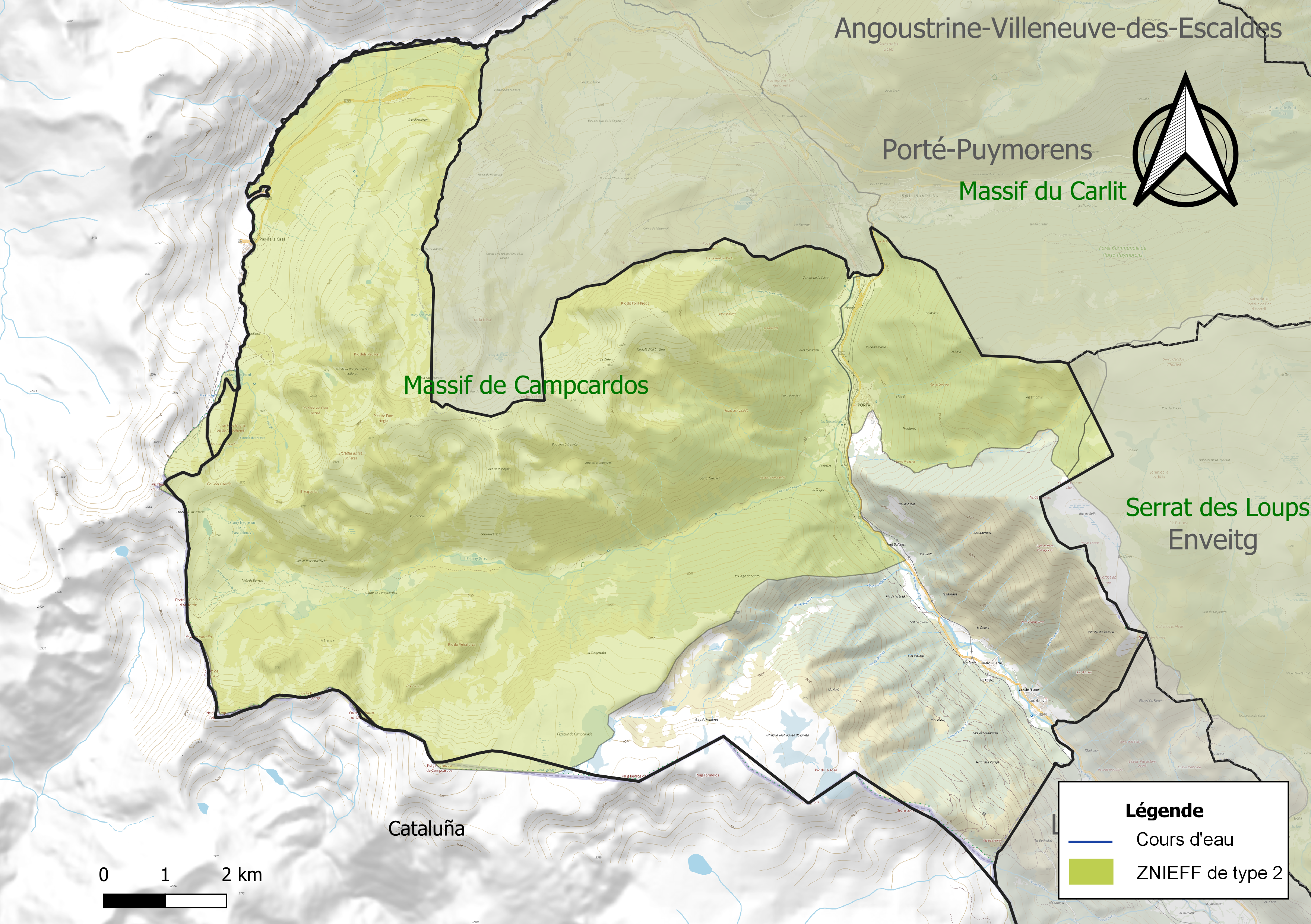
Carte des ZNIEFF de type 2 sur la commune.

## Urbanisme

### Typologie
Au 1er janvier 2024, Porta est catégorisée commune rurale à habitat dispersé, selon la nouvelle grille communale de densité à sept niveaux définie par l'Insee en 2022.
Elle est située hors unité urbaine et hors attraction des villes,.

### Occupation des sols
L'occupation des sols de la commune, telle qu'elle ressort de la base de données européenne d’occupation biophysique des sols Corine Land Cover (CLC), est marquée par l'importance des forêts et milieux semi-naturels (97,1 % en 2018), en augmentation par rapport à 1990 (96 %). La répartition détaillée en 2018 est la suivante : 
espaces ouverts, sans ou avec peu de végétation (49,1 %), milieux à végétation arbustive et/ou herbacée (24,7 %), forêts (23,3 %), zones agricoles hétérogènes (2,6 %), zones industrielles ou commerciales et réseaux de communication (0,3 %). L'évolution de l’occupation des sols de la commune et de ses infrastructures peut être observée sur les différentes représentations cartographiques du territoire : la carte de Cassini (XVIIIe siècle), la carte d'état-major (1820-1866) et les cartes ou photos aériennes de l'IGN pour la période actuelle (1950 à aujourd'hui).

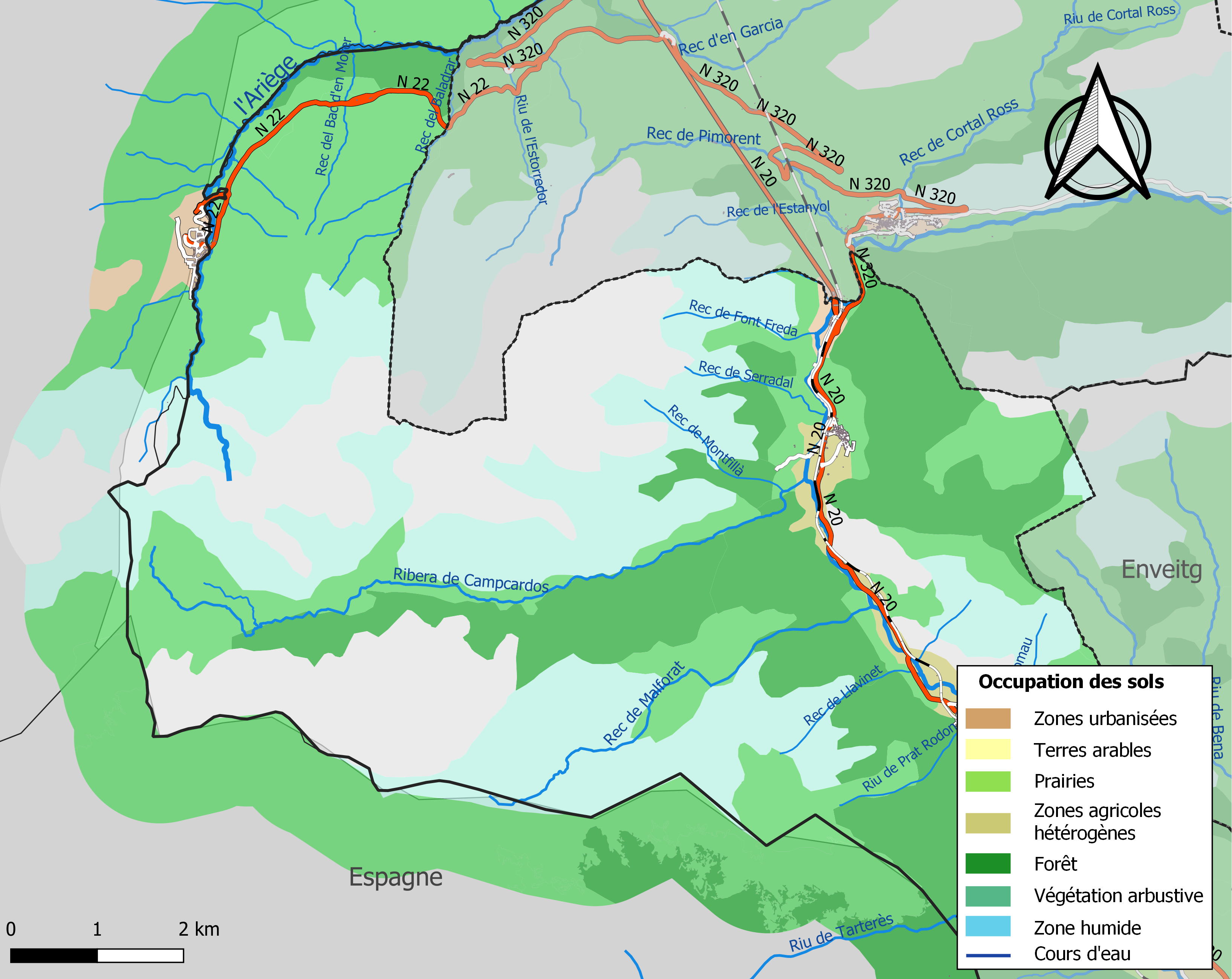
Carte des infrastructures et de l'occupation des sols de la commune en 2018 (CLC).

### Hameaux et lieux-dits
La commune se compose d’un village bourg, Porta, de deux hameaux, Carol et Courbassil, et d’un territoire situé en zone frontalière près du Pas de la Case, en Andorre, Las Bailletas.

### Voies de communication et transports
Les lignes 560 (Porté-Puymorens - Gare de Perpignan) et 566 (Porté-Puymorens - Latour-de-Carol - Mont-Louis) du réseau régional liO desservent la commune.
Par le train avec les TER Occitanie en gare de Porté-Puymorens ou gare de Latour-de-Carol - Enveitg sur la ligne de Portet-Saint-Simon à Puigcerda.

### Risques majeurs
Le territoire de la commune de Porta est vulnérable à différents aléas naturels : inondations, climatiques (grand froid ou canicule), feux de forêts, mouvements de terrains et séisme (sismicité moyenne). Il est également exposé à deux risques technologiques, le transport de matières dangereuses et la rupture d'un barrage, et à un risque particulier, le risque radon,.

#### Risques naturels
Certaines parties du territoire communal sont susceptibles d’être affectées par le risque d’inondation par crue torrentielle de cours d'eau du bassin du Sègre.
Les mouvements de terrains susceptibles de se produire sur la commune sont soit des mouvements liés au retrait-gonflement des argiles, soit des glissements de terrains, soit des chutes de blocs. Une cartographie nationale de l'aléa retrait-gonflement des argiles permet de connaître les sols argileux ou marneux susceptibles vis-à-vis de ce phénomène.

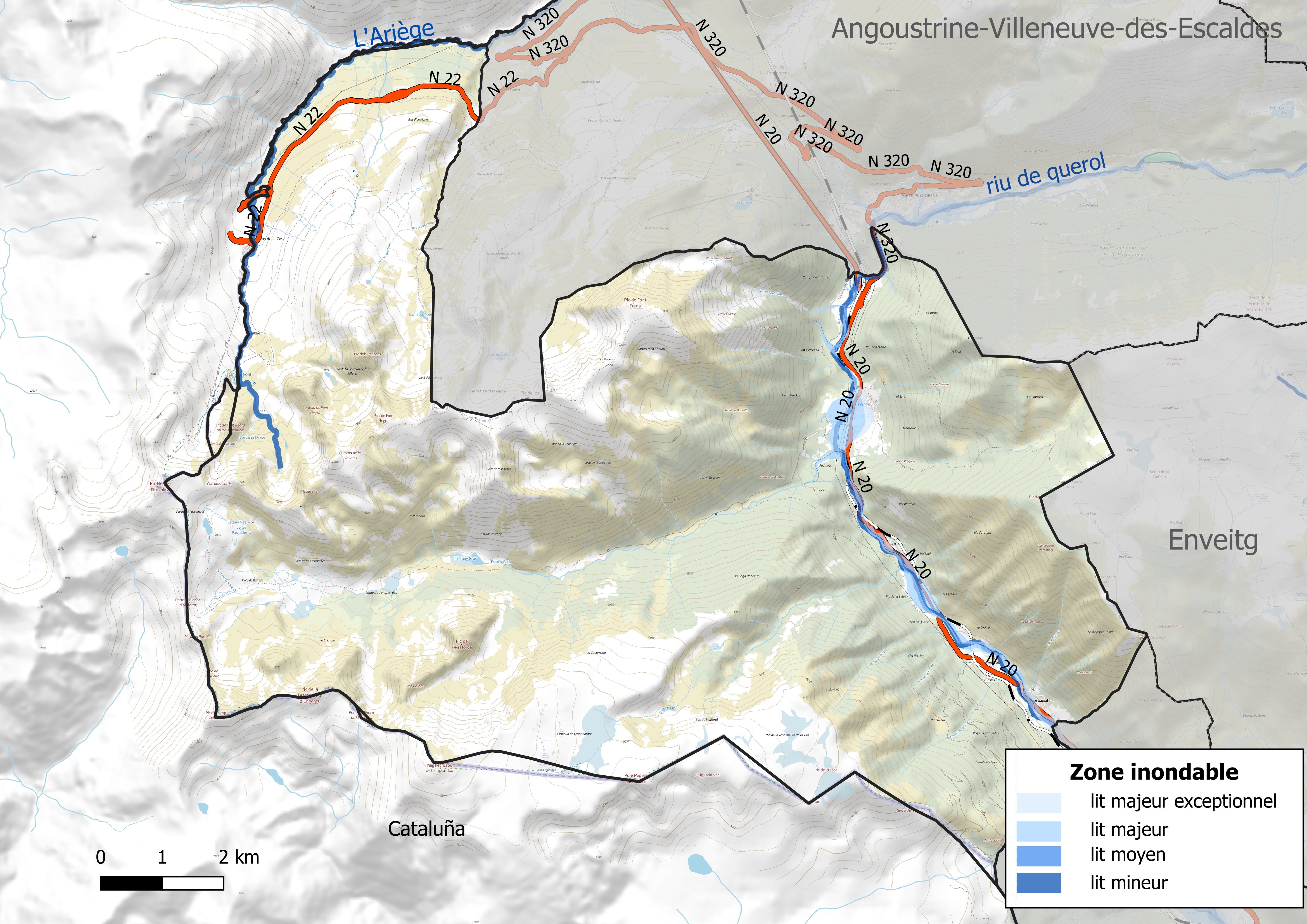
Carte des zones inondables.
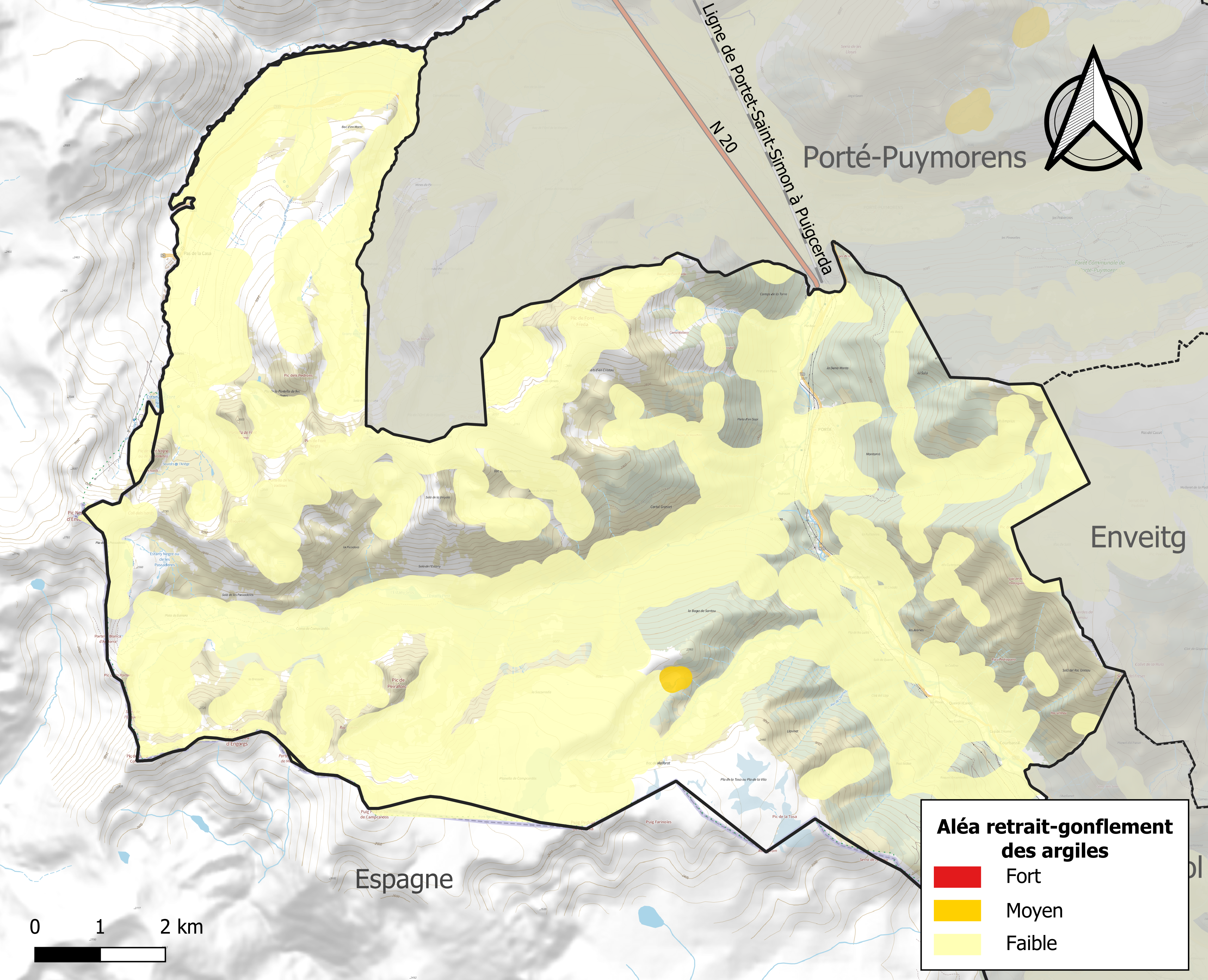
Carte des zones d'aléa retrait-gonflement des argiles.

#### Risques technologiques
Le risque de transport de matières dangereuses sur la commune est lié à sa traversée par une route à fort trafic. Un accident se produisant sur une telle infrastructure est en effet susceptible d’avoir des effets graves au bâti ou aux personnes jusqu’à 350 m, selon la nature du matériau transporté. Des dispositions d’urbanisme peuvent être préconisées en conséquence.
Dans le département des Pyrénées-Orientales, on dénombre sept grands barrages susceptibles d’occasionner des dégâts en cas de rupture. La commune fait partie des 66 communes susceptibles d’être touchées par l’onde de submersion consécutive à la rupture d’un de ces barrages, le barrage de Lanoux sur le ruisseau de Font Vive, un ouvrage de 42,5 m de hauteur construit en 1962.

#### Risque particulier
Dans plusieurs parties du territoire national, le radon, accumulé dans certains logements ou autres locaux, peut constituer une source significative d’exposition de la population aux rayonnements ionisants. Toutes les communes du département sont concernées par le risque radon à un niveau plus ou moins élevé. Selon la classification de 2018, la commune de Porta est classée en zone 3, à savoir zone à potentiel radon significatif.

## Toponymie
Le nom de la commune, en français comme en catalan, est Porta.

## Histoire
Porta fait partie de la paroisse de Carol sous l'Ancien Régime. Avec Porté et Latour-de-Carol, ces trois communautés constituent à l'époque la Vallée de Carol (Vall de Querol).
Le village est érigé en commune le 1er février 1837 par détachement de Latour-de-Carol. Le 22 août 1860 est créée la commune de Porté-Puymorens, par détachement de Porta.
Afin de réaliser un viaduc andorran au-dessus de l’Ariège, un traité signé le 12 septembre 2000 entre la France et l’Andorre permet l'échange de 1,5 hectare de territoire entre la commune de Porta et la paroisse andorrane d'Encamp. L’État français, avec l'accord du président Jacques Chirac et du Premier ministre Lionel Jospin, valide l'échange du territoire par la loi no 2001-590 du 6 juillet 2001. Le traité entre en vigueur le 26 juillet suivant.
Le 1er janvier 2014, la commune intègre la Communauté de communes de Pyrénées Cerdagne.
Au 1er janvier 2016, et à la suite d'un accord signé le 6 mars 2012, une surface de 26 hectares est cédée à l'Andorre : cette surface concerne la moitié de l'étang des Abeillettes. Cela est dû à un incident diplomatique datant de 1988 lors duquel un groupe andorran avait installé une pompe à eau au niveau de ce plan d'eau sans que la commune de Porta n'ait été mise au courant. À la suite de la présence des polices des deux pays lors des faits, un passage par la loi a eu lieu quelques années après afin de fixer la frontière, qui n'était pas décrite de la même manière dans les deux pays. En septembre 2019, le maire de Porta se plaint de n'avoir pas été informé de la pose des nouvelles bornes frontalières.

## Politique et administration
À compter des élections départementales de 2015, la commune est incluse dans le nouveau canton des Pyrénées catalanes.

### Administration municipale

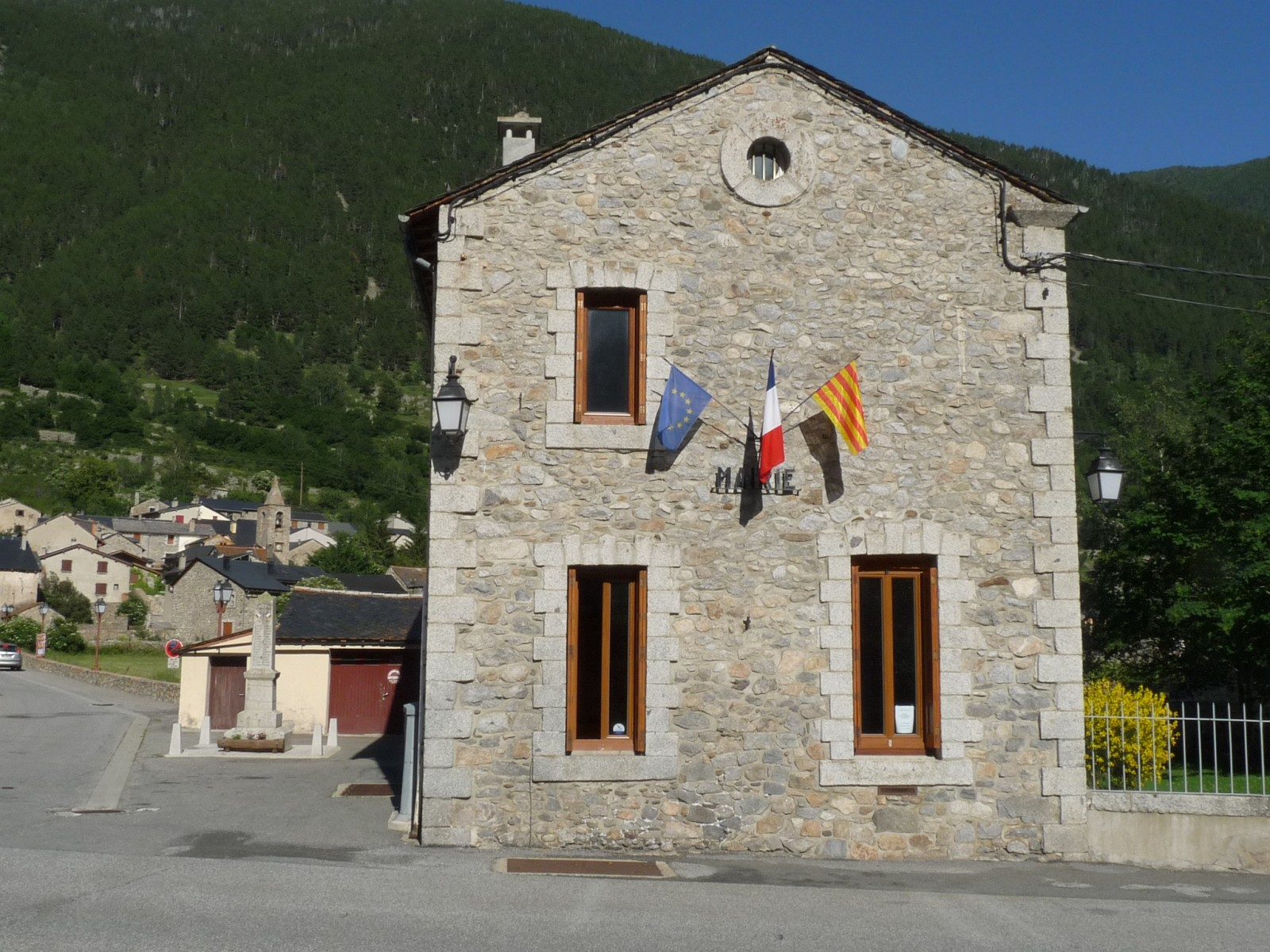
La mairie de Porta.

### Liste des maires
| Période   | Période   | Identité        | Étiquette    | Qualité               |
| --------- | --------- | --------------- | ------------ | --------------------- |
| mars 2001 | 2008      | Francis Marty   |              |                       |
| mars 2008 | mars 2014 | Suzanne Delieux | Exclue du PS | Conseillère régionale |
| mars 2014 | En cours  | Marius Hugon    |              |                       |

## Population et société

### Démographie ancienne
La population est exprimée en nombre de feux (f) ou d'habitants (H).
| 1378 | 1515 | 1709 | 1774 |
| ---- | ---- | ---- | ---- |
| 16 f | 10 f | 73 f | 40 f |

Notes :
- 1378 : 8 f pour Porta, 5 f pour Courbassil et 3 f pour Padronet ;
- 1515 : 2 f pour Porta et 8 f pour Carol ;
- 1709 : pour Carol ;
- 1774 : Porta, annexe de Carols ;
- 1789 : comptée avec Latour-de-Carol.

### Démographie contemporaine
L'évolution du nombre d'habitants est connue à travers les recensements de la population effectués dans la commune depuis 1841. Pour les communes de moins de 10 000 habitants, une enquête de recensement portant sur toute la population est réalisée tous les cinq ans, les populations de référence des années intermédiaires étant quant à elles estimées par interpolation ou extrapolation. Pour la commune, le premier recensement exhaustif entrant dans le cadre du nouveau dispositif a été réalisé en 2008.

En 2022, la commune comptait 103 habitants, en évolution de −11,97 % par rapport à 2016 (Pyrénées-Orientales : +3,92 %, France hors Mayotte : +2,11 %).
| 1841 | 1846  | 1851 | 1856 | 1861 | 1866 | 1872 | 1876 | 1881 |
| ---- | ----- | ---- | ---- | ---- | ---- | ---- | ---- | ---- |
| 939  | 1 008 | 988  | 978  | 548  | 563  | 429  | 404  | 391  |

| 1886 | 1891 | 1896 | 1901 | 1906 | 1911 | 1921 | 1926 | 1931 |
| ---- | ---- | ---- | ---- | ---- | ---- | ---- | ---- | ---- |
| 399  | 391  | 393  | 402  | 375  | 463  | 287  | 227  | 204  |

| 1936 | 1946 | 1954 | 1962 | 1968 | 1975 | 1982 | 1990 | 1999 |
| ---- | ---- | ---- | ---- | ---- | ---- | ---- | ---- | ---- |
| 167  | 148  | 144  | 125  | 96   | 79   | 91   | 71   | 98   |

| 2006 | 2008 | 2013 | 2018 | 2022 | - | - | - | - |
| ---- | ---- | ---- | ---- | ---- | - | - | - | - |
| 130  | 139  | 124  | 115  | 103  | - | - | - | - |

Note : Avant 1860, la population de Porté-Puymorens est recensée avec celle de Porta.
| selon la population municipale des années : | 1968 | 1975 | 1982 | 1990 | 1999 | 2006 | 2009 | 2013 |
| Rang de la commune dans le département      | 184  | 158  | 174  | 189  | 182  | 165  | 162  | 173  |
| Nombre de communes du département           | 232  | 217  | 220  | 225  | 226  | 226  | 226  | 226  |

### Manifestations culturelles et festivités
- Fête communale : 24 juin[63].

## Économie

### Emploi
|                | 2008   | 2013   | 2018   |
| -------------- | ------ | ------ | ------ |
| Commune        | 7 %    | 5,2 %  | 8,7 %  |
| Département    | 10,3 % | 12,9 % | 13,3 % |
| France entière | 8,3 %  | 10 %   | 10 %   |

En 2018, la population âgée de 15 à 64 ans s'élève à 69 personnes, parmi lesquelles on compte 73,9 % d'actifs (65,2 % ayant un emploi et 8,7 % de chômeurs) et 26,1 % d'inactifs,. Depuis 2008, le taux de chômage communal (au sens du recensement) des 15-64 ans est inférieur à celui de la France et du département.
La commune est hors attraction des villes,. Elle compte 109 emplois en 2018, contre 109 en 2013 et 85 en 2008. Le nombre d'actifs ayant un emploi résidant dans la commune est de 45, soit un indicateur de concentration d'emploi de 241,8 % et un taux d'activité parmi les 15 ans ou plus de 54,2 %.
Sur ces 45 actifs de 15 ans ou plus ayant un emploi, 15 travaillent dans la commune, soit 33 % des habitants. Pour se rendre au travail, 75,6 % des habitants utilisent un véhicule personnel ou de fonction à quatre roues, 11,1 % s'y rendent en deux-roues, à vélo ou à pied et 13,3 % n'ont pas besoin de transport (travail au domicile).

### Activités hors agriculture

#### Secteurs d'activités
12 établissements sont implantés  à Porta au 31 décembre 2019.
Le secteur du commerce de gros et de détail, des transports, de l'hébergement et de la restauration est prépondérant sur la commune puisqu'il représente 58,3 % du nombre total d'établissements de la commune (7 sur les 12 entreprises implantées  à Porta), contre 30,5 % au niveau départemental.

### Agriculture
|               | 1988 | 2000 | 2010 | 2020 |
| ------------- | ---- | ---- | ---- | ---- |
| Exploitations | 4    | 2    | 2    | 2    |
| SAU (ha)      | 87   | 53   | 60   | 682  |

La commune est dans la Cerdagne, une petite région agricole située à l'extrême ouest du département des Pyrénées-Orientales. En 2020, l'orientation technico-économique de l'agriculture  sur la commune est l'élevage d'équidés et/ou d' autres herbivores. Deux exploitations agricoles ayant leur siège dans la commune sont dénombrées lors du recensement agricole de 2020 (quatre en 1988). La superficie agricole utilisée est de 682 ha,,.

## Culture locale et patrimoine

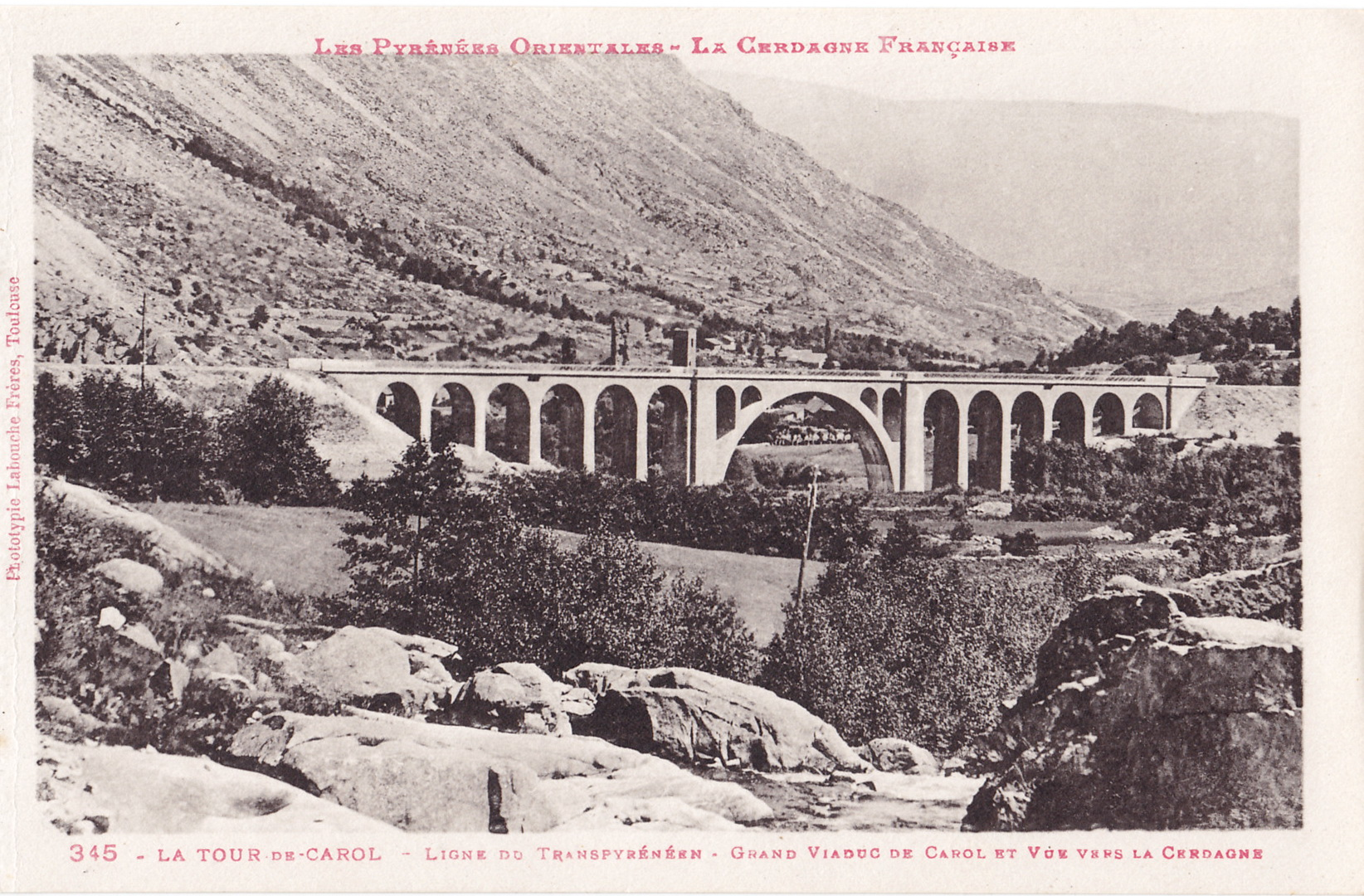
Carte postale ancienne du viaduc de Carol.

### Monuments et lieux touristiques
- Église Saint-Martial, à Courbassil, de style roman.
- Le château de Carol ( Inscrit MH (1927)), avec ses deux tours, dont une a été restaurée. Le château de Carol complétait le système défensif de la vallée avec le château de Puymorens[67]
- Viaduc de Carol pour la ligne de Portet-Saint-Simon à Puigcerda (frontière), inscrit au titre des monuments historiques en 1984.
- Église Saint-Jean-Baptiste de Porta.
- Chapelle Notre-Dame-du-Carmel de Cortvassill.
- Chapelle Saint-Éloi de Porta.
- La portella Blanca d'Andorra (2517 m) est un col pédestre, en limite ouest de la commune, sur un tripoint réunissant les trois frontières de l'Andorre, de l'Espagne et de la France. Le GR7 et le GR107 y passent.

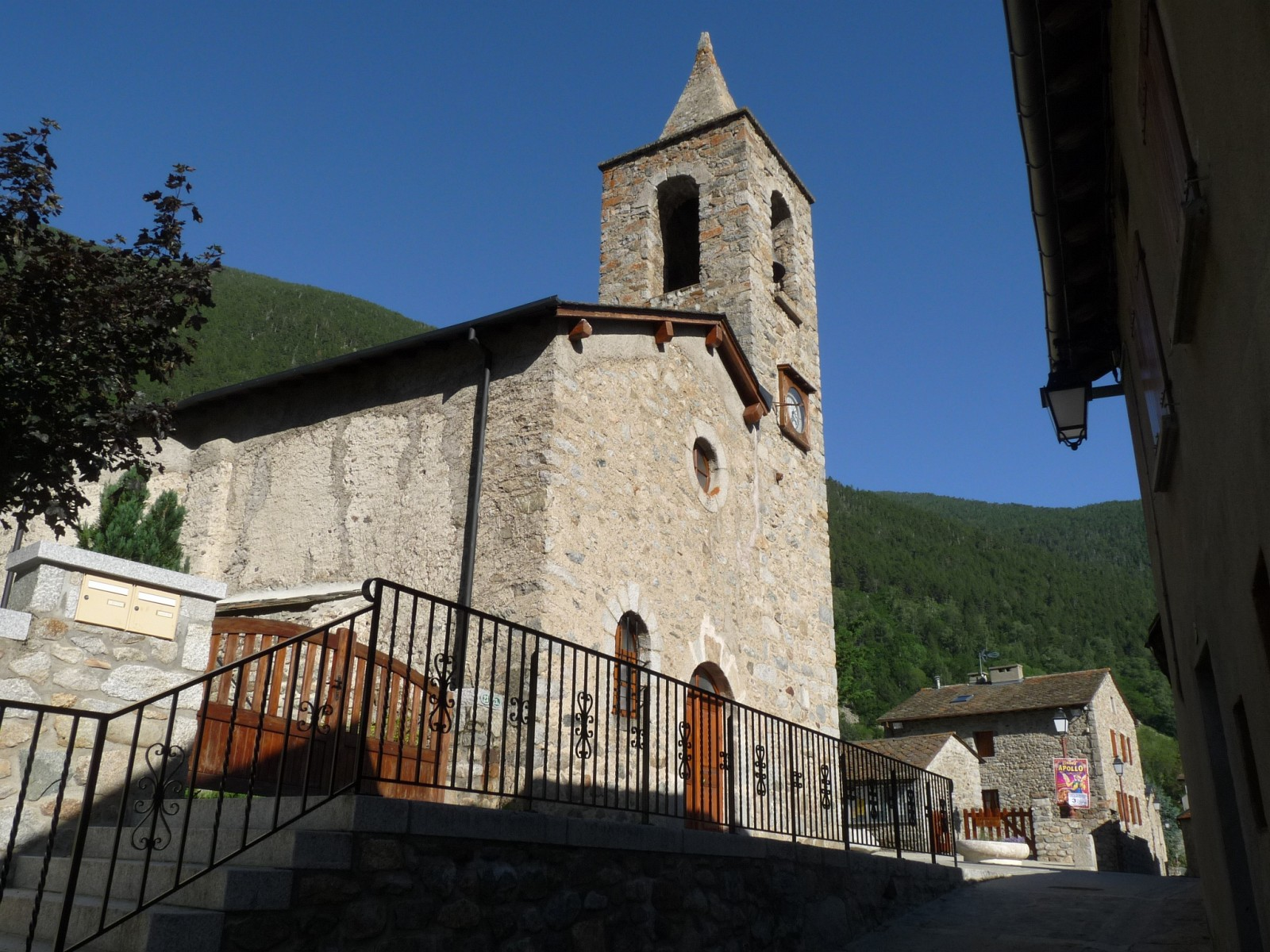
L'église Saint-Jean-Baptiste
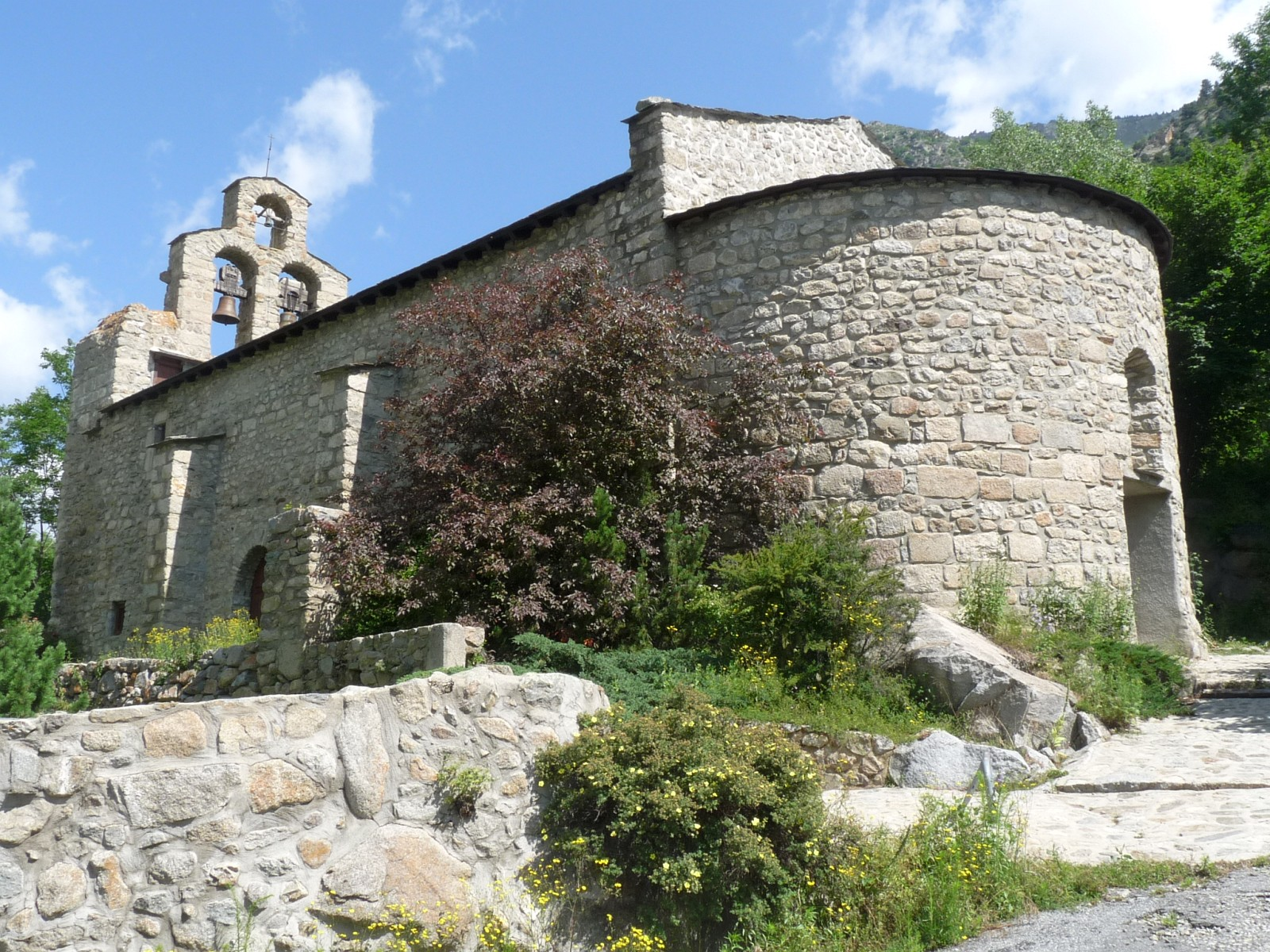
La chapelle de Courbassil
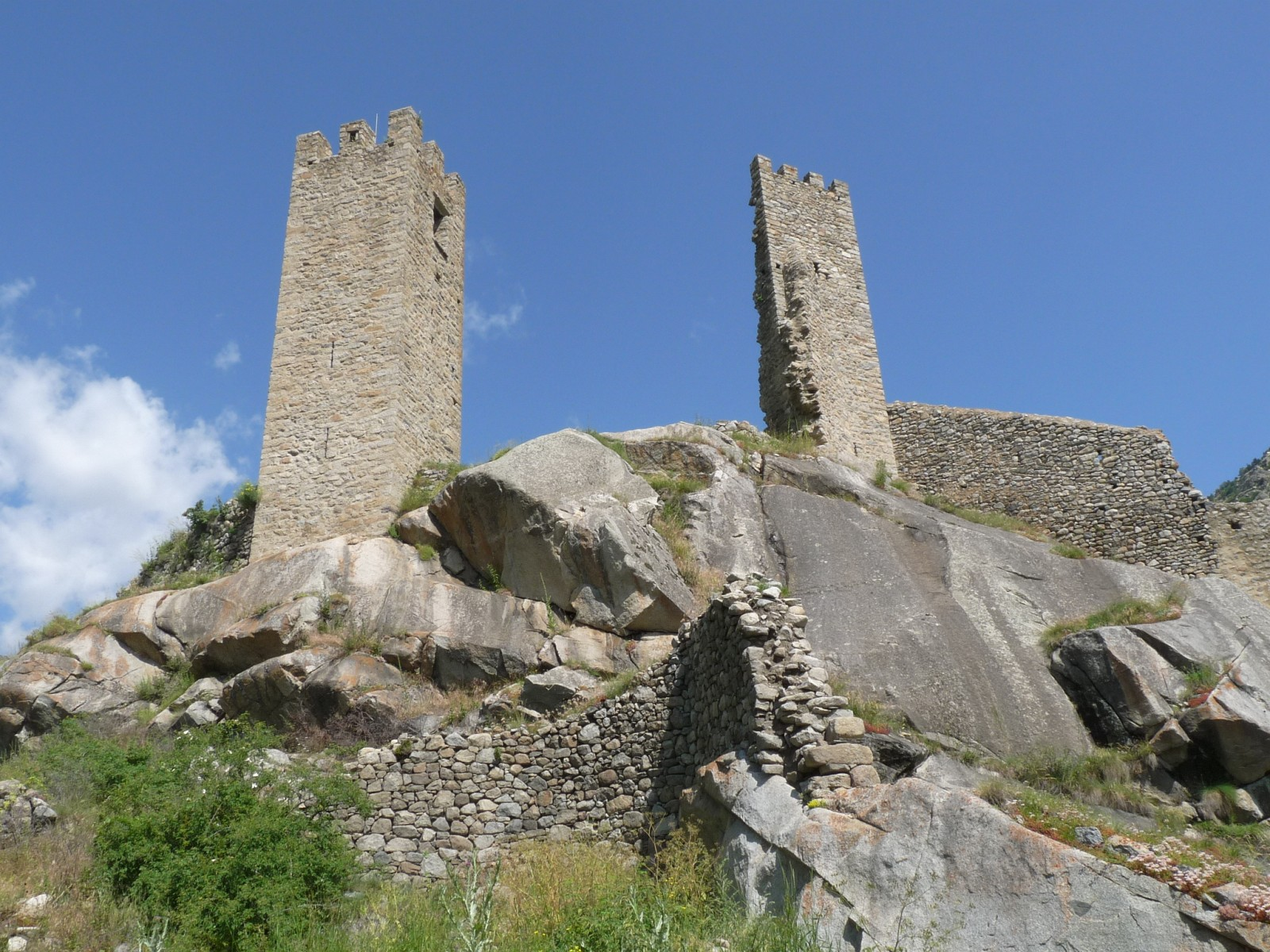
Les tours de Carol
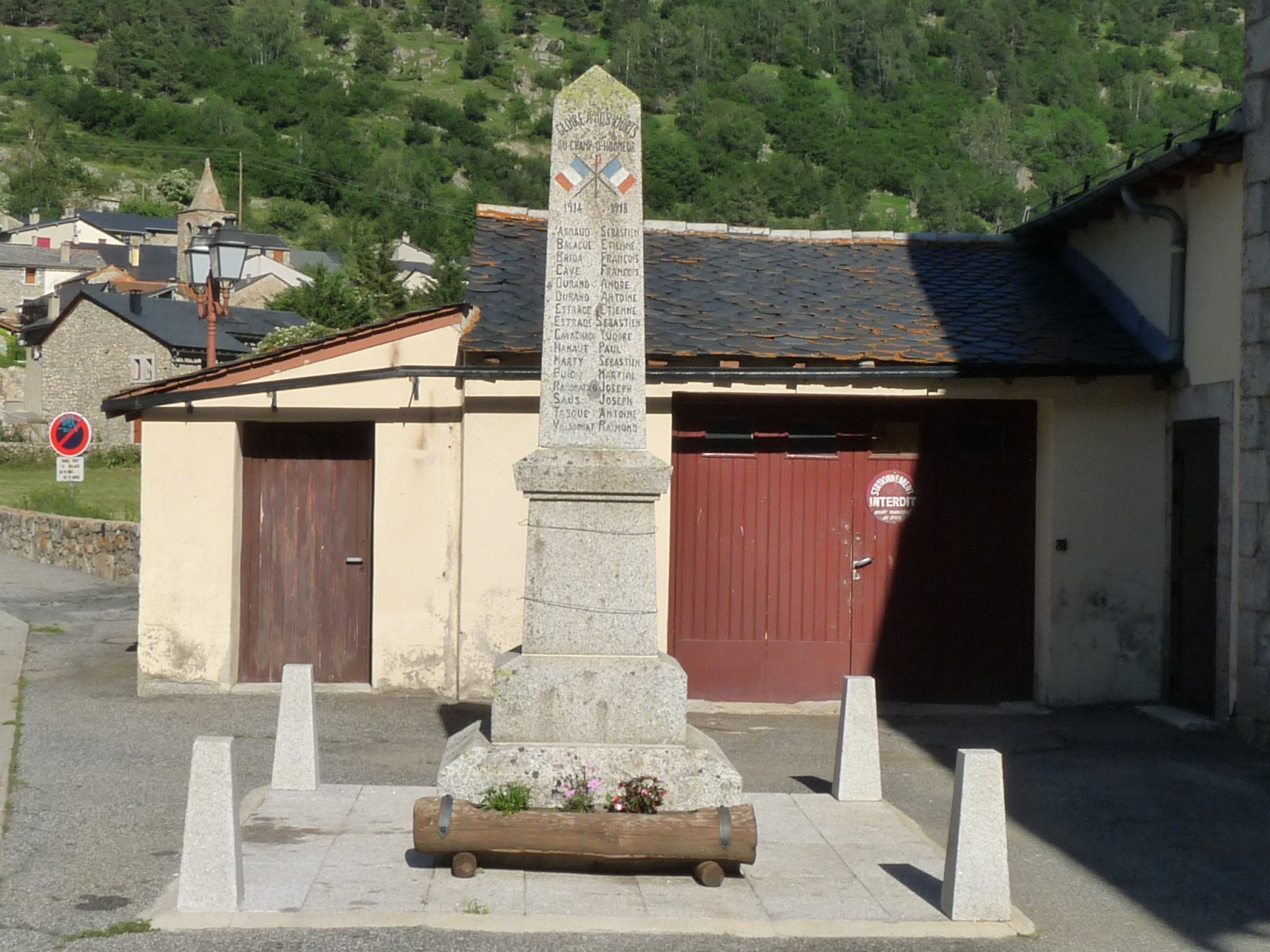
Le monument aux morts
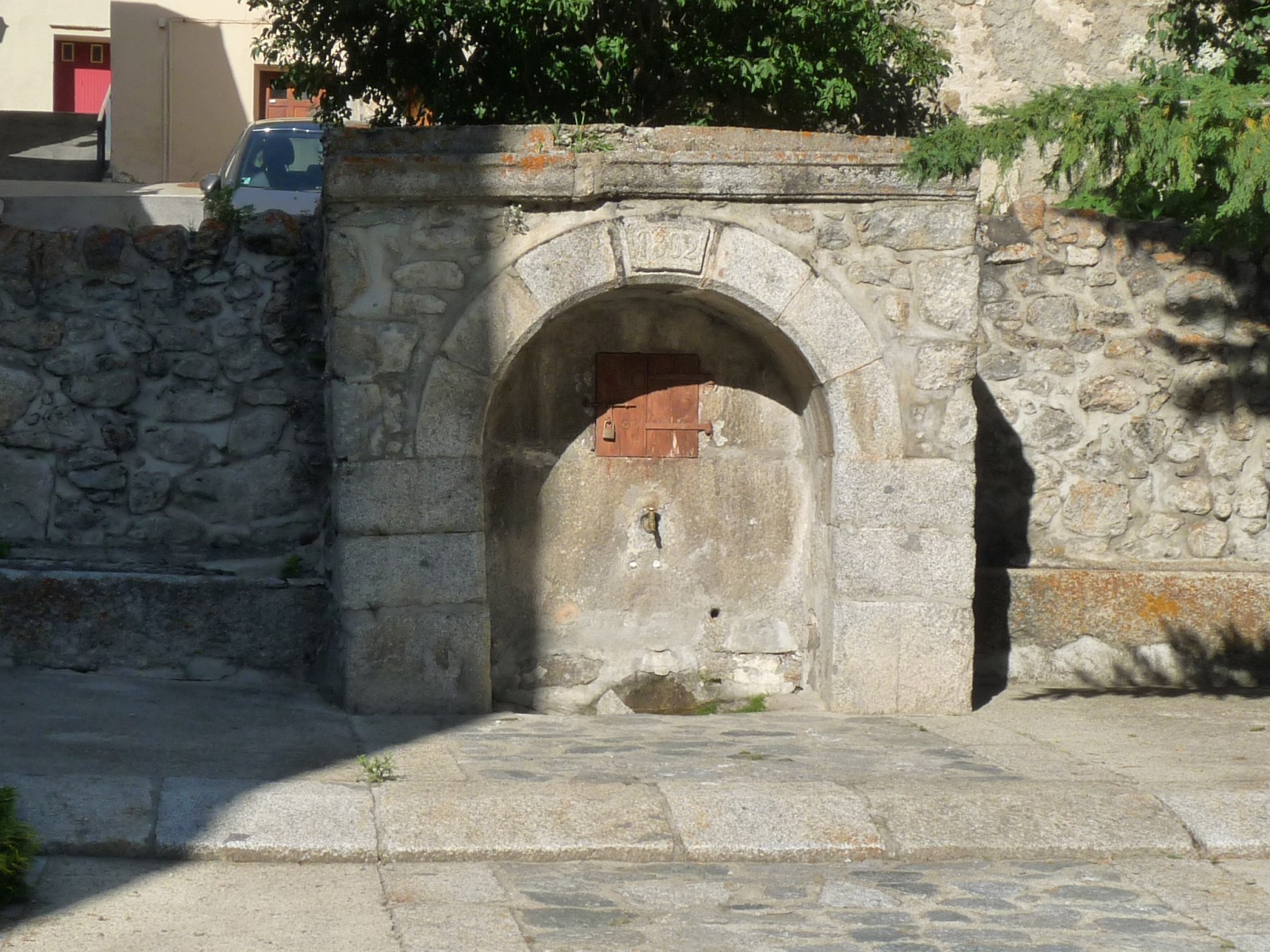
La fontaine de l'église